# 112-й гвардейский истребительный авиационный полк
112-й гвардейский истребительный авиационный Каменец-Подольский полк (112-й гв. иап) — воинская часть Военно-воздушных сил (ВВС) Вооружённых Сил РККА, принимавшая участие в боевых действиях Великой Отечественной войны.

## Наименования полка
За весь период своего существования полк несколько раз менял своё наименование:
- 236-й истребительный авиационный полк;
- 112-й гвардейский истребительный авиационный полк;
- 112-й гвардейский истребительный авиационный Каменец-Подольский полк;
- 1-й гвардейский зенитно-ракетный Каменец-Подольский полк ПВО;
- Полевая почта 35509.

## Создание полка
112-й гвардейский Каменец-Подольский истребительный авиационный полк образован 24 августа 1943 года путём переименования 236-го истребительного авиационного полка в гвардейский за образцовое выполнение боевых задач и проявленные при этом мужество и героизм на основании Приказа НКО СССР.

## В действующей армии
В составе действующей армии:
- с 24 августа 1943 года по 11 мая 1945 года, всего 626 дней.

## Командиры полка
- майор, подполковник Антонец Павел Андреевич[3], 27.03.1941 — 17.12.1942
- капитан, майор, подполковник Петухов Сергей Михайлович (погиб)[3], 17.12.1942 — 21.03.1945
- майор, подполковник Сиднев Георгий Александрович[3], 22.03.1945 — 09.10.1946

## В составе соединений и объединений
| Период        | Фронт (округ)               | армия                | корпус                                 | дивизия                                             | примечание                                 |
| ------------- | --------------------------- | -------------------- | -------------------------------------- | --------------------------------------------------- | ------------------------------------------ |
| 24.08.1943 г. | Воронежский фронт           | 2-я воздушная армия  | 10-й истребительный авиационный корпус | 10-я гвардейская истребительная авиационная дивизия | Як-1, Як-7Б                                |
| 20.10.1943 г. | 1-й Украинский фронт        | 2-я воздушная армия  | 10-й истребительный авиационный корпус | 10-я гвардейская истребительная авиационная дивизия | Як-1, Як-7Б, Як-3                          |
| 05.08.1944 г. | 4-й Украинский фронт        | 8-я воздушная армия  | 10-й истребительный авиационный корпус | 10-я гвардейская истребительная авиационная дивизия | Як-3                                       |
| 01.03.1945 г. | 4-й Украинский фронт        | 8-я воздушная армия  | 10-й истребительный авиационный корпус | 10-я гвардейская истребительная авиационная дивизия | Як-3                                       |
| 08.05.1946 г. | Прикарпатский военный округ | 14-я воздушная армия | 10-й истребительный авиационный корпус | 10-я гвардейская истребительная авиационная дивизия | Як-3, Як-9                                 |
| 07.09.1946 г. | Прикарпатский военный округ | 14-я воздушная армия | 10-й истребительный авиационный корпус | 10-я гвардейская истребительная авиационная дивизия | Ла-7                                       |
| 01.04.1948 г. | Прикарпатский военный округ | 14-я воздушная армия | 10-й истребительный авиационный корпус | 10-я гвардейская истребительная авиационная дивизия | Ла-11, переучивание в г. Луцк              |
| 10.01.1949 г. | Прикарпатский военный округ | 57-я воздушная армия | 52-й истребительный авиационный корпус | 10-я гвардейская истребительная авиационная дивизия | Стрый, Ла-11                               |
| 15.10.1952 г. | Центральная группа войск    | 59-я воздушная армия |                                        | 10-я гвардейская истребительная авиационная дивизия | Ла-11, Парндорф, Австрия                   |
| 21.08.1955 г. | Таврический военный округ   | ВВС округа           |                                        | 97-я истребительная авиационная дивизия             | МиГ-15, МиГ-17, Джанкой                    |
| 10.11.1959 г. | Одесский военный округ      | 48-я воздушная армия |                                        | 145-я истребительная авиационная дивизия            | МиГ-17                                     |
| 24.02.1961 г. | Одесский военный округ      | 48-я воздушная армия |                                        | 145-я истребительная авиационная дивизия            | переформирован в зенитно-ракетный полк ПВО |

## Участие в операциях и битвах
| И-153 |  | Як-3 |

- Курская битва[4] — с 21 июля 1943 года по 23 августа 1943 года
- Изюм-Барвенковская наступательная операция — с 21 июля 1943 года по 27 июля 1943 года
- Белгородско-Харьковская операция[4]- с 3 августа 1943 года по 23 августа 1943 года
- Донбасская операция — в период с 13 августа 1943 года по 22 сентября 1943 года
- Днепровская воздушно-десантная операция — в период с 23 сентября 1943 года по 13 ноября 1943 года
- Запорожская операция — в период с 10 октября 1943 года по 14 октября 1943 года
- Киевская операция — в период с 3 ноября 1943 года по 22 декабря 1943 года
- Корсунь-Шевченковская операция[4] — в период с 24 января 1944 года по 17 февраля 1944 года
- Никопольско-Криворожская наступательная операция — в период с 30 января 1944 года по 29 февраля 1944 года
- Проскуровско-Черновицкая наступательная операция[4] — в период с 4 марта 1944 года по 17 апреля 1944 года
- Одесская наступательная операция — в период с 26 марта 1944 года по 14 апреля 1944 года
- Львовско-Сандомирская операция[4] — в период с 13 июля 1944 года по 29 августа 1944 года
- Ясско-Кишинёвская операция — в период с 20 августа 1944 года по 29 августа 1944 года
- Карпатско-Дуклинская операция — в период с 8 сентября 1944 года по 28 октября 1944 года
- Восточно-Карпатская операция[4] — в период с 8 сентября 1944 года по 28 октября 1944 года
- Западно-Карпатская операция[4] — в период с 12 января 1945 года по 18 февраля 1945 года
- Моравско-Остравская наступательная операция[4] — в период с 10 марта 1945 года по 5 мая 1945 года
- Пражская операция[4] — в период с 6 мая 1945 года по 11 мая 1945 года

## Почётные наименования
За отличие в боях с немецкими захватчиками при освобождении городов Проскуров, Каменец-Подольский, Чертков, Гусятин и Залещики 112-му гвардейскому истребительному авиационному полку 3 апреля 1944 года присвоено почётное наименование «Каменец-Подольский»

## Благодарности Верховного Главнокомандующего
Верховным Главнокомандующим дивизии объявлены благодарности:
- За овладение столицей Украины городом Киев[6]
- За овладение городами Чехословакии Керешмэзе (Ясина), Рахов и крупными населёнными пунктами Чертижне, Белька, Поляна, Руске, Льгота, Ужок, Нижни Верецки, Заломиска, Пилипец, Голятин, Торуна, Надбочко и в Северной Трансильвании городом Сигет[7]
- За овладение городами Ясло и Горлице[8]
- За овладение городом Попрад[9]
- За овладение овладение городом Бельско[10]
- За овладение городом Опава[11]
- За овладение городами Моравска-Острава, Жилина[12]
- За овладение городом Оломоуц[13]

## Герои Советского Союза
- Дема Леонид Васильевич, гвардии капитан, помощник командира 112-го гвардейского истребительного полка по воздушно-стрелковой службе 10-й гвардейской истребительной авиационной дивизии 10-го истребительного авиационного корпуса 2-й воздушной армии 26 октября 1944 года удостоен звания Героя Советского Союза. Золотая Звезда № 5120

## Статистика боевых действий
Всего за годы Великой Отечественной войны полком:
| Выполнено боевых вылетов | Сбито самолётов в воздухе | Уничтожено самолётов всего |
| ------------------------ | ------------------------- | -------------------------- |
| 11692                    | 284                       | 284                        |

Свои потери:
| Потеряно самолётов, всего | Погибло лётчиков всего |
| ------------------------- | ---------------------- |
| 227                       | 92                     |

## Базирование полка
- Бенешов, Чехословакия, 05.1945 — 08.1945
- Стрый, Львовская область, 08.1945 — 10.1952
- Парндорф, Австрия, 10.1952 — 08.1955
- Джанкой, Крым, 08.1955 — 02.1961

## Самолёты на вооружении
| Период      | Самолёты    |
| ----------- | ----------- |
| 1940 — 1941 | И-16        |
| 1941 — 1942 | ЛаГГ-3      |
| 1942 — 1943 | Як-1, Як-7Б |
| 1943 — 1946 | Як-3        |
| 1944 — 1945 | Як-9        |
| 1946 — 1948 | Ла-7        |
| 1948 — 1950 | Ла-11       |
| 1950 — 1954 | МиГ-15бис   |
| 1954 — 1961 | МиГ-17      |

## Переформирование полка
- В связи с сокращением ВВС 112-й гвардейский Каменец-Подольский истребительный авиационный полк 24 февраля 1961 года переформирован в 1-й гвардейский Каменец-Подольский зенитно-ракетный полк ПВО.